# Augusto Lima
Augusto César Lima Brito, né le 17 septembre 1991 à Latisana au Brésil, est un joueur brésilien de basket-ball naturalisé espagnol. Il évolue au poste d'ailier fort.

## Biographie
Au mois de juillet 2020, il retourne dans son ancien club du CB Murcie pour trois saisons.

## Palmarès
- Finaliste du championnat des Amériques 2011
- 3e du championnat d'Amérique du Sud 2014
- Vainqueur des Jeux panaméricains de 2015
- Coupe du Roi 2016
- Finaliste du championnat des Amériques 2022